# Xã Augusta, Quận Hancock, Illinois
Xã Augusta (tiếng Anh: Augusta Township) là một xã thuộc quận Hancock, tiểu bang Illinois, Hoa Kỳ. Năm 2010, dân số của xã này là 795 người.